# Équipe cycliste St George Continental
L'équipe cycliste St George Continental (officiellement St George Continental Cycling Team) est une équipe cycliste australienne créée en 2015 et faisant partie des équipes continentales depuis 2016.

## Principales victoires
- Tour des Moluques : Marcus Culey (2017)
- Tour de Thaïlande : Benjamin Dyball (2018), Ryan Cavanagh (2019)
- Tour de l'Ijen : Benjamin Dyball (2018)
- Tour de Siak : Matthew Zenovich (2018)
- Tour du lac Taihu : Dylan Kennett (2019)
- Tour de Quanzhou Bay : Ryan Cavanagh (2019)

## Classements UCI
L'équipe participe aux épreuves des circuits continentaux et en particulier de l'UCI Oceania Tour. Les tableaux ci-dessous présentent les classements de l'équipe sur les différents circuits, ainsi que son meilleur coureur au classement individuel.
UCI Asia Tour
| UCI Asia Tour | UCI Asia Tour          | UCI Asia Tour                             | UCI Asia Tour |
| Année         | Classement par équipes | Meilleur coureur au classement individuel |               |
| ------------- | ---------------------- | ----------------------------------------- | ------------- |
| 2016          | 88e                    | Brodie Talbot (438e)                      |               |
| 2017          | 41e                    | Marcus Culey (156e)                       |               |
| 2018          | 7e                     | Benjamin Dyball (2e)                      |               |
|               |                        |                                           |               |
| Source : UCI  |                        |                                           |               |

UCI Europe Tour
| UCI Europe Tour | UCI Europe Tour        | UCI Europe Tour                           | UCI Europe Tour |
| Année           | Classement par équipes | Meilleur coureur au classement individuel |                 |
| --------------- | ---------------------- | ----------------------------------------- | --------------- |
| 2017            | 136e                   | Benjamin Dyball (1697e)                   |                 |
|                 |                        |                                           |                 |
| Source : UCI    |                        |                                           |                 |

UCI Oceania Tour
| UCI Oceania Tour | UCI Oceania Tour       | UCI Oceania Tour                          | UCI Oceania Tour |
| Année            | Classement par équipes | Meilleur coureur au classement individuel |                  |
| ---------------- | ---------------------- | ----------------------------------------- | ---------------- |
| 2016             | 11e                    | Nicholas Katsonis (98e)                   |                  |
| 2017             | 4e                     | Benjamin Dyball (9e)                      |                  |
| 2018             | 10e                    | Timothy Cameron (45e)                     |                  |
| 2019             | 2e                     | Ryan Cavanagh (27e)                       |                  |
| 2020             | 1er                    | Ryan Cavanagh (18e)                       |                  |
| 2021             | 4e                     | Michael Vink (32e)                        |                  |
| 2022             | 6e                     | Campbell Pithie (89e)                     |                  |
| 2023             | 5e                     | -                                         |                  |
|                  |                        |                                           |                  |
| Source : UCI     |                        |                                           |                  |

L'équipe est également classée au Classement mondial UCI qui prend en compte toutes les épreuves UCI et concerne toutes les équipes UCI.
| Classement mondial | Classement mondial     | Classement mondial                        | Classement mondial |
| Année              | Classement par équipes | Meilleur coureur au classement individuel |                    |
| ------------------ | ---------------------- | ----------------------------------------- | ------------------ |
| 2016               | -                      | Brodie Talbot (2250e)                     |                    |
| 2017               | -                      | Benjamin Dyball (668e)                    |                    |
| 2018               | -                      | Benjamin Dyball (144e)                    |                    |
| 2019               | 64e                    | Ryan Cavanagh (473e)                      |                    |
| 2020               | 51e                    | Ryan Cavanagh (242e)                      |                    |
| 2021               | 138e                   | Michael Vink (714e)                       |                    |
| 2022               | 179e                   | Campbell Pithie (1970e)                   |                    |
| 2023               | 117e                   | Riley Fleming (760e)                      |                    |
| 2024               | -                      | Boris Clark (604e)                        |                    |
|                    |                        |                                           |                    |
| Source : UCI       |                        |                                           |                    |

## St George Continental Cycling Team en 2022
| Cycliste         | Date de naissance | Nationalité      | Équipe 2021                        |  |
| ---------------- | ----------------- | ---------------- | ---------------------------------- |  |
| Sam Crome        | 16 décembre 1993  | Australie        | St George Continental Cycling Team |  |
| Jay Dutton       | 22 novembre 1993  | Australie        | St George Continental Cycling Team |  |
| James Harvey     | 12 mai 1990       | Nouvelle-Zélande | St George Continental Cycling Team |  |
| Cameron Ivory    | 26 avril 1992     | Australie        |                                    |  |
| Ollie Jones      | 23 avril 1996     | Nouvelle-Zélande | Global 6 Cycling                   |  |
| Hamish Keast     | 23 février 2000   | Nouvelle-Zélande | St George Continental Cycling Team |  |
| Nick Kergozou    | 29 avril 1996     | Nouvelle-Zélande |                                    |  |
| Lionel Mawditt   | 21 mai 1995       | Australie        | Team BridgeLane (2019)             |  |
| Tasman Nankervis | 23 juin 1995      | Australie        |                                    |  |
| Callum Nisbet    | 29 juillet 2002   | Nouvelle-Zélande |                                    |  |
| Campbell Pithie  | 28 octobre 1999   | Nouvelle-Zélande | Global 6 Cycling                   |  |
| Connor Reardon   | 23 mai 1999       | Australie        | St George Continental Cycling Team |  |
| Bailey Walters   | 8 juin 1999       | Australie        | MEIYO CCN Pro Cycling Team         |  |